# Terence Groothusen
Terence Clyde Leon Groothusen (* 16. September 1996 in Amsterdam, Niederlande) ist ein niederländischer Fußballspieler.

## Karriere
2015 wechselte Groothusen aus der Jugend in die 1. Mannschaft des HFC EDO Haarlem. Bereits 2014 konnte er einen Einsatz für die 1. Mannschaft in der Topklasse, der 4. Liga in den Niederlanden verbuchen. Bis 2017 folgten 2 Abstiege mit dem Verein. 2015 ging es in Hoofdklasse (5. Liga) und 2016 in die Eerste Klasse (6. Liga).
2017 wechselte er in die Eerste Divisie, der zweithöchsten Spielklasse in den Niederlanden zum FC Dordrecht. Sein Debüt in Liga 2 gab er am 18. August 2017 bei der 1:5-Niederlage am 1. Spieltag gegen Fortuna Sittard. Gegen Ende der Spielzeit 2017/18 erlitt Groothusen einen Kreuzbandriss und fiel von April 2018 bis Juni 2019 verletzungsbedingt aus.
Anfang Juli 2019 schloss sich Groothusen Hibernians Paola an und spielte damit in der höchsten maltesischen Spielklasse, der Maltese Premier League. Zudem kam er auch zweimal in der Qualifikation zur UEFA Europa League 2019/20 zum Einsatz. Beide Partien gegen den belarussischen Verein FK Schachzjor Salihorsk, bestritt er über 90. Minuten. Beide Spiele wurden je mit 0:1 verloren. Von Januar bis Februar 2020 war er vereinslos.
Im Februar 2020 kehrte er in die Niederlande zurück und schloss sich den Kozakken Boys an, welche zu dem Zeitpunkt in der höchsten niederländischen Amateurliga (Tweede Divisie) spielten. Im Juli 2020 verließ er den Verein.
Daraufhin wechselte Groothusen nach Deutschland zum SV Straelen in die Regionalliga West (4. Liga).  Beim Neuaufsteiger Straelen bestritt er insgesamt 9 Ligaspiele, ehe er sich am 1. Februar 2021 dem Ligakonkurrenten Alemannia Aachen anschloss. Bei der Alemannia absolvierte er 10 Ligaeinsätze und erreichte mit dem Team das Finale im Mittelrheinpokal 2020/21, welches jedoch gegen Viktoria Köln verloren ging. Groothusen schloss sich im August innerhalb der Regionalliga West Rot Weiss Ahlen an.
Nachdem er für Rot Weiss Ahlen in der Spielzeit 2021/2022 nur 8 Partien absolviert hatte, verließ er am Ende der Saison den Verein. Im Juli 2022 unterschrieb er einen Vertrag bei Hibernians Paola. Für den Verein lief er bereits zwischen 2019 und 2020 auf. Danach folgte ein weiteres Engagement in Malta bei den Sliema Wanderers von September 2022 bis Januar 2023 und ein Gastspiel in Griechenland beim AO Porou, ohne Einsatz.
Zuletzt lief Groothusen in den Niederlanden, in der Derde Divisie (4. Liga) für Sportlust '46 auf.

## Nationalmannschaft
Groothusen debütierte am 6. September 2019 bei der CONCACAF Nations League 2019–21 für Aruba. Die Partie ging gegen Guyana mit 0:1 verloren. Am nächsten Spieltag der Nations League am 9. September 2019 erzielte er bei der 1:2-Niederlage gegen Antigua und Barbuda sein erstes Tor im Nationaldress.